# Ragnar Nordholm
Oscar Ragnar Nordholm, född den 16 maj 1891 i Sölvesborg, död den 22 februari 1971 i Limhamn, var en svensk präst. Han var bror till Harald Nordholm.
Efter studier vid Lunds privata elementarskola blev Nordholm 1910 student vid Lunds universitet, där han avlade teologisk-filosofisk examen 1912, teologie kandidatexamen 1917 och praktiskt teologiskt prov samma år. Efter prästvigningen blev han sistnämnda år vice pastor i Skanör och Falsterbo, 1918 i Hällestads, Dalby och Bonderups församlingar, 1923 tillförordnad kyrkoherde där och 1925 kyrkoadjunkt i Ystad. Nordholm var vid sidan av församlingstjänsten regementspastor vid Skånska dragonregementet 1925–1926 och i regementet 1927. Han var komminister  i Limhamn i Malmö 1929–1939, kyrkoherde där 1939–1957 och kontraktsprost i Oxie 1949–1957. Nordholm var vice ordförande i samfällda kyrkorådet i Malmö 1939–1950 och ordförande där 1950–1954. Han blev ledamot av Nordstjärneorden 1947.